# Finlay Currie
Finlay Currie, född 20 januari 1878 i Edinburgh, död 9 maj 1968 i Gerrards Cross, var en skotsk skådespelare. Currie medverkade i ett stort antal teateruppsättningar, filmer och TV-produktioner. Han verkade mest i hemlandet men hade även roller i några prominenta amerikanska filmer, exempelvis Quo Vadis 1951 och Ben-Hur 1959.

## Filmografi i urval
- 1941 – 49:de breddgraden
- 1945 – Det hände i Skottland
- 1946 – Lysande utsikter
- 1948 – Att älska är farligt
- 1950 – Skattkammarön
- 1951 – Vad ska folk säja?
- 1951 – Quo Vadis
- 1952 – Ivanhoe – den svarte riddaren
- 1955 – Fotsteg i dimman
- 1956 – Jorden runt på åttio dagar
- 1957 – Ett fartyg har sjunkit
- 1959 – Ben-Hur
- 1960 – Huckleberry Finns äventyr
- 1963 – Lögnhalsen
- 1963 – Mord, sa hon
- 1963 – Thomasinas äventyr
- 1964 – Romarrikets fall
- 1965 – Bunny Lake är försvunnen